# Sirkka Hämäläinen
Sirkka Hämäläinen (nacida el 8 de mayo de 1939 en Riihimäki) es una economista finlandesa. Fue gobernadora del Banco de Finlandia (1992-1998) y miembro del Comité Ejecutivo del Banco Central Europeo (1998-2003).

## Honores
- Miembro de la Real Academia de Ciencias Económicas y Financieras, España.[2]